# لاهف 433

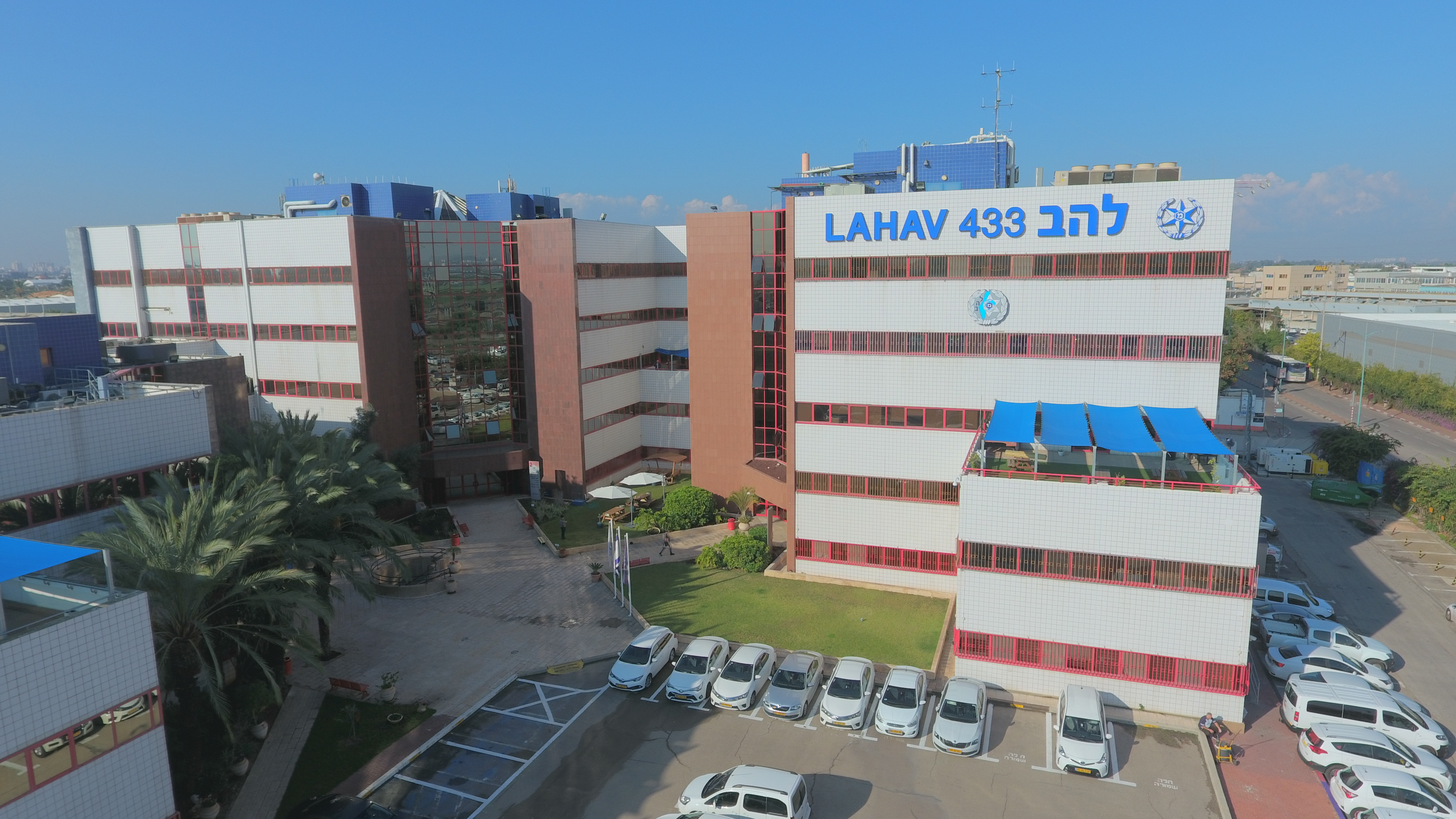
المقر الرئيسي لاهف 433

لاهاف 433 (بالعبرية: לַהַב 433) هي منظمة إسرائيلية لمكافحة الجريمة داخل الشرطة الإسرائيلية ، أُنشئت في 1 يناير 2008. تُعرف الوحدة باسم «مكتب التحقيقات الفدرالي الإسرائيلي» ، وهي عبارة عن دمج خمسة مكاتب لإنفاذ القانون في مكتب واحد. تأسست كمبادرة من قبل وزير الأمن العام آنذاك ، آفي ديختر، ورئيس فرع تحقيقات الشرطة ، يوهانان دانينو.
وهي مكلفة بالتحقيق في الجرائم الوطنية والفساد.
الرقم أربعة مخصص لأقسام المنطقة الأربعة التي تشكل الوحدة ، بينما الرقم 33 يخص وحدة مستعرفيم . يقع المقر الرئيسي للوحدة في المنطقة الصناعية الشمالية في اللد . القائد الحالي هو يغئال بن شالوم ، منذ مارس 2018.

## الهيكل التنظيمي
- وحدة وطنية الجريمة السيبرانية (بالعبرية: סייבר‏)
- وحدة وطنية الغش التحقيقات (بالعبرية: יאח"ה‏)
- وحدة التحقيقات الجريمة الدولية (بالعبرية: יחב"ל‏)
- وحدة وطنية التحقيقات المالية (بالعبرية: יאל"כ‏)
- وحدة وطنية لتحديد موقع المسروقة السيارات (بالعبرية: אתג"ר‏)
- وحدة وطنية لمباحث حراس السجون (بالعبرية: יאח"ס‏)
- وحدة الجدعونيون - مستعرف

## روابط خارجية
- mops.gov.il